# Devavarman
Devavarman (ou Devadharman) était un empereur maurya. Il a régné entre 202 et 195 av. J.-C. Selon les Purana, il est le successeur de Shalishuka Maurya . Shatadhanvan lui a succédé.